# Wapen van Netterden

Het wapen van Netterden toont wapen van de voormalige gemeente Netterden bestaande uit een verbasterde versie van het familiewapen van Radzitsky. De omschrijving luidt als volgt:
"Van blaauw, beladen met een gouden vijfpuntige ster."

## Geschiedenis
Netterden was als kerspel onderdeel van het graafschap Bergh geweest totdat het een municipaliteit werd in 1795. na de Franse tijd werd dit gehandhaafd in 1813. Bij de inlijvingen van Pruisische gebieden werd een groot deel van de gemeente Netterden aan Pruisen afgestaan, tussen 1815 en 1816. De gemeente wist als compensatie de buurtschappen Groot– en Klein Azewijn aan haar gebied toe te voegen in 1817. In 1820 werden de gemeenten Netterden, Zeddam en 's–Heerenbergh samengevoegd tot de nieuwe gemeente Bergh, op een klein stukje Netterden na, dat bij Gendringen werd gevoegd. Tijdens de herindelingen werd in 1816 toch een wapen aangevraagd. Een tekening daarvan wordt nog bewaard in het archief van de Hoge Raad van Adel, een wapen met daarop een ster, gekroond door een gravenkroon met acht gesteelde parels. Het wapen werd echter om onbekende redenen zonder kroon verleend aan Netterden op 7 oktober 1817. De ster is afkomstig van het wapen van Henricus Wilhelmus Radzitsky d'Ostrowick, dat in het eerste en laatste kwartier (I en IV) een gouden zespuntige ster voerde op een blauw veld. Een familie uit Münster die de Woldenborg en de havezate Hassent bewoonden tussen 1757 en 1822 en daar het wapen met de ster achterlieten. Het wapen heeft dus een punt te weinig, daarnaast geen binding met de gemeente, waaruit blijkt men het niet al te nauw nam met de regels van de heraldiek in die tijd.
Aalst · 
Ammerzoden · 
Angerlo · 
Appeltern · 
Batenburg · 
Beesd · 
Beltrum · 
Bemmel · 
Bergharen · 
Bergh · 
Beusichem · 
Borculo · 
Brakel · 
Buurmalsen · 
Deil · 
Didam · 
Dinxperlo · 
Dodewaard ·
Doornspijk ·
Dreumel ·
Driel ·
Echteld ·
Eibergen ·
Elst ·
Est en Opijnen ·
Everdingen ·
Ewijk ·
Gameren ·
Geesteren · 
Geldermalsen · 
Gendringen · 
Gendt ·
Groenlo ·
Groesbeek ·  
Haaften ·
Hedel ·
's-Heerenberg ·
Heerewaarden ·
Hemmen ·
Hengelo ·
Herwen en Aerdt ·
Herwijnen ·
Heteren ·
Heukelum ·
Hoevelaken ·
Horssen ·
Huissen ·
Hummelo en Keppel ·
Hurwenen  ·
Kerkwijk ·
Keppel ·
Kesteren ·
Laren · 
Lichtenvoorde ·
Lienden ·
Lingewaal · 
Maurik ·
Millingen aan de Rijn ·
Nederhemert ·
Neede ·
Neerijnen ·
Netterden ·
Niftrik ·
Nijbroek ·
Ophemert ·
Overasselt ·
Pannerden ·
Poederoijen · 
Renkum ·
Rijnwaarden ·
Rossum ·
Ruurlo ·
Steenderen ·
Terborg ·
Twello ·
Ubbergen ·
Valburg ·
Varik ·
Vorden ·
Vuren ·
Waardenburg ·
Wadenoijen ·
Wamel ·
Wehl ·   
Warnsveld ·
Wisch ·
Zeddam ·
Zelhem ·
Zoelen ·
Zuilichem 

Dorps-, heerlijkheids- en stadswapens: 

Acquoy 
· Baak 
· Barlham 
· Bredevoort 
· Doreweerd 
· Elden
· Enspijk 
· Gellicum 
· Groessen 
· Hakfort 
· Hellouw 
· IJzendoorn 
· Kell  
· Lede en Oudewaard 
· Lichtenberg 
· Loil 
· Maasbommel 
· Meijnerswijk 
· Meteren 
· Middagten 
· Rhenoy 
. Rumpt
· Tricht 
· Verwolde 
· Wildenborch